# Oxyethira mocoi
Oxyethira mocoi är en nattsländeart som beskrevs av Angrisano 1995. Oxyethira mocoi ingår i släktet Oxyethira och familjen smånattsländor. Inga underarter finns listade i Catalogue of Life.